# Velký rybník (u Rybniště)
Velký rybník (německy Bernsdorfer Teich) je rybník, který se nachází u obce Rybniště, asi 3 km jihovýchodně od Krásné Lípy. Má rozlohu 36 ha. Má plochu povodí 10,5 km²,
dlouhodobý průměrný roční úhrn srážek v povodí je 925 mm, dlouhodobý průměrný roční průtok je 130 l/s,. Maximální výška hráze ze vzdušní strany je 4,3 metru, minimální šířka koruny hráze je též 4,3 m, kóta normální hladiny rybníka je 448,77 m a délka hráze v koruně je 280 metrů. Má objem 390 000 m³ vody.

## Vodní režim
Rybníkem protéká potok Lužnička, která je levým přítokem Mandavy. Teoretické zdržení vody v rybníce je 30 až 37 dní.

## Pobřeží
Severní břeh je lesnatý a podél jižního břehu vede železniční trať. Na severozápadě vytváří dlouhou zátoku.

## Využití
Využívá se především k chovu ryb. Jedná se o mimopstruhový revír 441 065 – Velký rybník je ve správě Českého rybářského svazu – Severočeského územního svazu. K hrázi rybníka je přístup z Ladečky. Rybník je součástí přírodní rezervace Velký rybník. Rybník je zdrojem technologické vody pro firmy Velveta Varnsdorf a Teplárna Varnsdorf.

## Historie
První doloženou zmínku o rybníku lze najít na mapě saského zeměměřiče Georga Oedera z roku 1571, kde má rybník jméno Pelmensdorffer Teich. Pelmensdorff je název pozdějšího Obergrundu, čili Horního Podluží. Jako Belmsdorfer Teich je rybník uveden na listině z roku 1573, pojednávající o prodeji Šlejnického panství. Listina je uložena ve Státním oblastním archívu v Děčíně-Podmoklech. Rybník je dále zobrazen na Müllerově mapě Čech z roku 1720. V 19. století se v teplých zimách v rybníku těžil led jak pro potřeby českých, tak i saských měst. Dokumenty uvádí těžbu ledu v letech 1884 a 1898. Rybník v roce 1972 prodalo Státní rybářství národnímu podniku Velveta. K rybářství rybník sloužil dále, obhospodařovalo jej Státní rybářství v Chlumci nad Cidlinou. V 60. letech 20.  století byl rybník částečně využíván jako kachní farma. V roce 1994 došlo vlivem vysoké teploty vody (okolo 29 °C) k hromadnému úhynu ryb. Důvodem úhynu bylo snížení obsahu kyslíku ve vodě a spotřebování jeho zbytku mikroorganismy. V 90. letech 20. století bylo povoleno provozování vodních sportů.